# Колиброви
 Тази статия е за птицата.  За българското издателство вижте Колибри (издателство).  
Колибровите (Trochilidae) са семейство бързолетоподобни птици, съдържащо две подсемейства – Phaethornithinae и Trochilinae.

## Общи сведения
Най-дребните видове птици принадлежат към това семейство. Мъжките от вида  пчелно колибри (Mellisuga helenae) тежат средно 1,95 g, а дължината им средно е 5,51 cm; данните при женските съответно са 2,6 g и 6,12 cm.  Това го прави най-малката птица в света. Много малко е и Phaethornis ruber, с дължина 8 до 9 cm и тегло 1,8 до 3 g. Някои видове обаче имат значително по-едри размери, като например гигантското колибри (Patagona gigas), което е голямо колкото врабче. Краката са относително малки и неразвити. Опашката може да бъде с най-разнообразни размери и форма. Килът на гърдите е сравнително голям и добре развит.
Летателната мускулатура е много добре развита. Крилете са сравнително къси и заострени. Оперението на колибритата е често многоцветно с метален блясък. Притежават много малък брой пера – около 1000, докато при други видове птици те могат да достигнат над 25 хиляди. Първостепенните махови пера са силно развити и са 10 на брой. Могат да летят много добре, да се задържат на място, както и да летят назад. Също така могат да изпълняват всевъзможни акробатични фигури с голяма ловкост и скорост. Посоката на полета си сменят внезапно и рязко. По-дребните видове правят по около 50 маха с криле в секунда, като тази скорост по време на размножителните ритуали може да достигне до 200 маха в секунда. Скоростта, с която могат да се движат, варира от около 15 m/s (54 km/h).
За разлика от повечето „нормални“ птици, чиито крила се движат нагоре-надолу по време на полет, при колибрите крилата се въртят, описвайки осморки, като едновременно с това произвеждат подемна сила както за издигане, така и за снижаване. Именно това им помага да застанат неподвижно на едно място във въздуха. Подемната сила се постига благодарение на създаването на вихър около предния ръб на крилата.
Сърцето е изключително добре развито и относително голямо, като запълва около половината от телесната кухина. Сърдечната честота на колибритата е най-бързата в сравнение с всички животни, за да може да поддържа високия метаболизъм на птицата, както и температурата на тялото ѝ. Пулсът при някои видове достига до 1000 удара в минута, а температурата ѝ е около 40 °C. Интересна особеност е, че колибритата могат да поддържат постоянна температура на тялото си единствено по време на полет. Когато настъпи нощта, те изпадат в нещо като летаргия и за да се пести енергия, телесната им температура пада до към 15 °C. В това състояние те могат да прекарат до 20 часа. По същия начин изпадат в летаргия и при недостиг на храна.
На размер мъжките екземпляри са сравнително по-малки от женските.

## Разпространение
Колибрито обитава различни части на Северна и Южна Америка, от Аляска до Огнена земя, включително и Карибските острови, но са най-типични представители за влажните джунгли на Амазония. Колибрито е миграционна птица.

## Начин на живот
Дневни птици, прекарват деня в летене и нощем изпадат във вцепенение, при което се понижава значително температурата на тялото. В по-голямата част от времето този вид птици живеят сами, като предпочитат компанията на други себеподобни единствено по време на размножителния период. През останалото време те яростно защитават своята територия, като в някои случаи проявяват агресия дори срещу по-големи от тях птици.

### Хранене
В течение на деня птичката потребява нектар със съответното голямо съдържание на вода, което може пет пъти да превиши масата на тялото. Това голямо количество вода бъбреците на колибрито преработват посредством скоростна филтрация в количества, пропорционални на потреблението на водата, с което избягват свръххидратацията. Колибритата се хранят със захар, която поемат предимно от нектара на цветята, заемайки сходна хранителна ниша с някои от насекомите в Европа. Събират нектар само от цветя, които имат над 10% захарност. Тъй като в нектара няма достатъчно протеини, аминокиселини и витамини за нуждите на колибрито, то трябва да си набавя такива от други източници, като се храни с паяци, мушици и други дребни летящи насекоми. По време на хранене не кацат, а се задържат, летейки пред цвета. Приемат относително голямо количество храна – при по-дребните видове около два пъти повече от собственото тегло за ден. Дори и нектароядните видове се нуждаят от храна от животински произход. Определени видове са се специализирали да се хранят от точно определени видове растения и липсата на тези растения може да предизвика изчезването на популацията.

### Размножаване
Колибритата не образуват двойки. Женската построява гнездото, мъти и се грижи за малките сама, като през това време мъжкият охранява наоколо и понякога взема участие в храненето на малките.
Гнездото е дълбоко, чашковидно и много добре построено от пух, мъх и паяжина. Прикрепват гнездата си към клоните на цъфнали дръвчета, тъй като менюто им се състои основно от прашеца и нектара на цветчетата. Може да бъде неподвижно закрепено на клона на някое дърво или висящо. Паяжината я използват, за да задържат частите на гнездото, а уникалните качества на паяжината позволяват гнездото само да се разширява заедно с растежа на малките. Размерите му са от големината на половин орех до едър грейпфрут. Обикновено е дълбоко и мътещата птица е скрита изцяло в него, с изключение на човката.
Снасят най-често две, по-рядко едно бяло яйце. При по-дребните видове яйцето е по-малко по размери дори от кафено зърно, а теглото му е около 2 mg. Женските мътят 14 – 20 дни. Малките се излюпват предимно през месец май и юни, голи и слепи. Апетитът на тази малка птичка е напълно противоположен на нейния размер и тя без никакъв проблем яде малки паяци и акари, но особено предпочита сладкия нектар на тропически цветя.
Излитат от гнездото на 20 – 25-ия ден. По подобие на възрастните, малките при недостиг на храна или при по-ниска температура изпадат в летаргия и родителите са принудени да ги стоплят и хранят насила, докато не се съвземат. По време на храненето (понякога до 140 пъти на ден) родителите обикновено не кацат, а стоят на място във въздуха над гнездото и изливат нектар в човките на малките.
Много от малките умират още през първата година от живота си, най-вече в периода на излюпване и когато напускат гнездото. Тези, които успеят да оцелеят, доживяват максимум до около десетгодишна възраст. Повечето видове обаче живеят от 3 до 5 години.

## Храносмилателна система
Храносмилателният тракт на колибритата наподобява този на повечето птици – къс хранопровод, гуша, мек стомах и воденичка, дванадесетопръстник, панкреас, тънко черво (5 cm), дебело черво и клоака. Имат голям черен дроб, но нямат жлъчен мехур.

### Човка
Човката на колибрито е дълга и тънка, като при някои видове е по-дълга от останалата част на тялото, например мечоклюно колибри (Ensifera ensifera). Формата и размерът на човката на някои видове колибрита е толкова специфична, че могат да се хранят от цветовете само на определен вид растения. Някои колибрита с по-къси човки не могат да проникнат през дългите и тесни чашки на цветовете. Тогава те пробиват основата на чашката и пият нектар от там, но в този случай растението не може да бъде опрашено.
Човката е покрита с кератинова обвивка. Състои се от горна и долна част.
- Горната част (на латински: maxilla) леко припокрива долната, като при младите колибрита тя е груба и с назъбени ръбове.
- Долната част е гъвкава, може да се разширява и огъва леко надолу.

### Устна кухина
Eзикът на колибритата е много дълъг и тънък във формата на тръбичка, като в основата си се разделя на две и се захваща за черепа им. Всяка половина е покрита с фини реснички, наречени ламели. Когато езикът се намира вътре в човката, тези еластични ламели го обвиват, навивайки се в кръг около всяка негова половина. Когато езикът тръгне да се изважда от човката, за да се потопи в нектара, двете половини на езика се раздалечават и ресните от ламелите се изправят. При последвалото плъзгане на езика обратно назад, власинките отново променят формата си, като се сгъват обратно, при което задържат част от течността, заключена между тях и половинката на езика, към която са захванати. Поетият по този начин нектар се всмуква през тясната човка на колибрито.
Върхът на езика е покрит с косъмчета. Той може да се подава и близва 13 пъти в секунда, поради което изглежда, че колибрито смуче. В устната им кухина са разположени малко на брой вкусови луковици, необходими за бърза дегустация на нектара. Различават само сладкия вкус и по-точно концентрацията на захар в него.

## Класификация
В семейството са включени близо 340 вида, обединени в около 100 рода.
Семейство Колиброви
- Подсемейство Phaethornithinae Jardine, 1833
  - Род Ramphodon Lesson, 1830
  - Род Eutoxeres Reichenbach, 1849
  - Род Glaucis Boie, 1831
  - Род Threnetes Gould, 1852
  - Род Anopetia Simon, 1918
  - Род Phaethornis Swainson, 1827
- Подсемейство Trochilinae Vigors, 1825
  - Род Androdon Gould, 1863
  - Род Doryfera Gould, 1847
  - Род Phaeochroa Gould, 1861
  - Род Campylopterus Swainson, 1827
  - Род Aphantochroa Gould, 1853
  - Род Eupetomena Gould, 1853
  - Род Florisuga Bonaparte, 1850
  - Род Melanotrochilus Deslongchamps, 1879
  - Род Colibri Spix, 1824 – колибрита
  - Род Anthracothorax Boie, 1831 – манго
  - Род Topaza G. R. Gray, 1840
  - Род Eulampis Boie, 1831
  - Род Chrysolampis Boie, 1831 – рубинен топаз
  - Род Orthorhyncus Lacépède, 1799
  - Род Klais Reichenbach, 1854
  - Род Stephanoxis Simon, 1897
  - Род Abeillia Bonaparte, 1850
  - Род Lophornis Lesson, 1829
  - Род Discosura Bonaparte, 1850
  - Род Trochilus Linnaeus, 1758
  - Род Chlorestes Reichenbach, 1854
  - Род Chlorostilbon Gould, 1853
  - Род Panterpe Cabanis & Heine, 1860
  - Род Elvira Mulsant, J. Verreaux & E. Verreaux, 1866
  - Род Eupherusa Gould, 1857
  - Род Goethalsia Nelson, 1912
  - Род Goldmania Nelson, 1911
  - Род Cynanthus Swainson, 1827
  - Род Cyanophaia Reichenbach, 1854
  - Род Thalurania Gould, 1848
  - Род Damophila Reichenbach, 1854
  - Род Lepidopyga Reichenbach, 1855
  - Род Hylocharis Boie, 1831
  - Род Chrysuronia Bonaparte, 1850
  - Род Leucochloris Reichenbach, 1854
  - Род Polytmus Brisson, 1760
  - Род Leucippus Bonaparte, 1850
  - Род Taphrospilus Simon, 1910
  - Род Amazilia Lesson, 1843
  - Род Microchera Gould, 1858
  - Род Anthocephala Cabanis & Heine, 1860
  - Род Chalybura Reichenbach, 1854
  - Род Lampornis Swainson, 1827
  - Род Basilinna Boie, 1831
  - Род Lamprolaima Reichenbach, 1854
  - Род Adelomyia Bonaparte, 1854
  - Род Phlogophilus Gould, 1860
  - Род Clytolaema Gould, 1853
  - Род Heliodoxa Gould, 1850
  - Род Eugenes Gould, 1856
  - Род Hylonympha Gould, 1873
  - Род Sternoclyta Gould, 1858
  - Род Urochroa Gould, 1856
  - Род Boissonneaua Reichenbach, 1854
  - Род Aglaeactis Gould, 1848
  - Род Oreotrochilus Gould, 1847
  - Род Lafresnaya Bonaparte, 1850
  - Род Coeligena Lesson, 1833
  - Род Ensifera Lesson, 1843 – мечоклюно колибри
  - Род Pterophanes Gould, 1849
  - Род Patagona G. R. Gray, 1840 – гигантско колибри
  - Род Sephanoides G. R. Gray, 1840
  - Род Heliangelus Gould, 1848
  - Род Eriocnemis Reichenbach, 1849
  - Род Haplophaedia Simon, 1918
  - Род Urosticte Gould, 1853
  - Род Ocreatus Gould, 1846
  - Род Lesbia Lesson, 1833
  - Род Sappho Reichenbach, 1849
  - Род Polyonymus Heine, 1863
  - Род Ramphomicron Bonaparte, 1850
  - Род Oreonympha Gould, 1869
  - Род Oxypogon Gould, 1848
  - Род Metallura Gould, 1847
  - Род Chalcostigma Reichenbach, 1854
  - Род Opisthoprora Cabanis & Heine, 1860
  - Род Taphrolesbia Simon, 1918
  - Род Aglaiocercus Zimmer, 1930
  - Род Augastes Gould, 1849
  - Род Schistes Gould, 1851
  - Род Heliothryx Boie, 1831
  - Род Heliactin Boie, 1831
  - Род Loddigesia Bonaparte, 1850
  - Род Heliomaster Bonaparte, 1850
  - Род Rhodopis Reichenbach, 1854
  - Род Thaumastura Bonaparte, 1850
  - Род Tilmatura Reichenbach, 1854
  - Род Doricha Reichenbach, 1854
  - Род Calliphlox Boie, 1831
  - Род Microstilbon Todd, 1913
  - Род Calothorax G. R. Gray, 1840
  - Род Mellisuga Brisson, 1760
  - Род Archilochus Reichenbach, 1854
  - Род Calypte Gould, 1856
  - Род Atthis Reichenbach, 1854
  - Род Myrtis Reichenbach, 1854
  - Род Eulidia Mulsant, 1876
  - Род Myrmia Mulsant, 1876
  - Род Chaetocercus G. R. Gray, 1855
  - Род Selasphorus Swainson, 1832
  - Род Stellula Gould, 1861

## Допълнителни сведения
Колибритата играят важна роля за опрашването и съществуването на няколко вида растения. Поради стопанската дейност на човека, която ги лишава от естествените им местообитания, както и излавянето им заради красиво оцветената перушина, колибритата са намалили своята численост и много от видовете са включени в международната Червена книга.